# Tekknozid
 (février 2016).
 (février 2016).
Tekknozid est, entre début 1990 et fin 1991, la première série de raves ayant eu lieu à Berlin-Est. Elles ont fortement influencé les raves allemandes et l'avenir de la scène techno berlinoise. Elle peut être considérée comme le précurseur de Mayday.

## Histoire
Tekknozid, mot-valise construit sur « Tekkno (de) » et acid, constitue une pierre angulaire du nouveau son techno à Berlin au début des années 1990.
Il y eut dix soirées Tekknozid entre le 28 avril 1990 et le 21 décembre 1991.

## Description
Les raves Tekknozid sont organisées par le DJ Wolfram Neugebauer, alias Wolle XDP (de). Après sa formation de technicien scénique, celui-ci travaille entre autres comme directeur des animations du Sport- und Erholungszentrum (SEZ) (de), complexe multiactivités de Berlin-Est. Il y organise avec quelques amis en novembre 1989 la première grande rave party de Berlin-Est. Au sein du label X-tasy Dance Project (XDP), il se lance dans une série d'expériences et d'innovations, qui auront toutes de l'importance pour la scène techno berlinoise dans les années qui suivent. Il ne s'agissait pas de simples soirées, mais de véritables mises en scène. Tous les aspects dans la salle (décoration, lumière, sonorisation, musique, effets spéciaux) et leur planification étaient pensés pour attirer et captiver tous les participants.
Tekknozid était également pensé pour permettre de manière massive l'atteinte de l'extase par la danse. Les principes radicaux de Tekknozid allaient à l'encontre des pratiques des discothèques habituelles. Ceci apparaissait sur toutes les communications de Tekknozid (flyers, affiches ou encarts dans la presse), sous forme d'un « avertissement » : « Attention, Tekknozid n'est pas un nouveau synonyme pour « discothèque ». Les beats les plus durs de la techno et de la house, de l'indus, du hip-hop, de l'electronic body music (EBM), du new beat et de l'acid house agissent ensemble avec les éclairages et les effets spéciaux psychédéliques sur votre subconscient. En extase complète, les frontières de l'espace et du temps se dissoudront. Les visions du subconscient ouvriront votre regard sur le cyberespace, par le biais des mondes numériques, derrière les écrans, les synthétiseurs et les paraboles ».
Lors des soirées Tekknozid, il n'y avait pas grand chose de plus qu'une piste de danse, la salle étant obscurcie au besoin en occultant les fenêtres. Il n'y avait ni bar, ni tables, ni assises. Les effets optiques étaient principalement de projections holographiques et des stroboscopes réglés sur le rythme de la musique. On y trouvait également des lasers, et deux statues en métal représentant des gladiateurs géants. Dans cette ambiance martiale, tout était fait pour s'écarter du principe de la discothèque classique, comme pour créer une autre réalité. La piste de danse était régulièrement réaménagée au moyen de scènes ; des danseurs professionnels s'y produisaient, agitant leurs bâtons lumineux au rythme de la musique. La sonorisation était assurée par une sonorisation multidimensionnelle et des caissons de basse, la « Magic Bassline ». Le principe était pour le participant de s'abandonner complètement au rythme (« soit danser, soit quitter la piste ». Les soirées Tekknozid ont accueilli plusieurs milliers de danseurs des heures durant, dans un état d'extase.
La percée médiatique de Tekknozid, ainsi que pour le nouveau son techno en général, se fait pratiquement par le bouche-à-oreille, et par un système téléphonique baptisé « Party-Inphon » ou « XDP-Raveline ». Ce service téléphonique n'était autre que le répondeur automatique de Roland 138 BPM (de), qui donnait des informations sur les prochaines soirées XDP grâce à des messages préenregistrés. La techno créait ainsi ses propres codes, ses propres moyens de communication, ses propres formes médiatiques.
Le principe artistique des « X-tase Dance Projektes » est fondé notamment sur le « Cyberspace Techno Club », un lieu piloté par DJ Tanith, dont le caractère résolument dépouillé et épuré devient par la suite une des marques des soirées Tekknozid. Tanith s'implique fortement dans « X-tase Dance Projekt » et devient l'un des DJ phares de ces soirées. DJ Roland, alias Roland 138 BPM, est le second DJ principal du « Projekt ». Autour de ces deux DJ résidents, les soirées Tekknozid accueillent des DJ et des artistes allemands et étrangers, parmi lesquels le Newyorkais Frankie Bones, Energy 52 (duo de travail entre Cosmic Baby et Kid Paul (en)), Futurhythm (duo de travail entre Cosmic Baby et Jonzon (de)), Kid Paul, LX Empire (Alec Empire et Atari Teenage Riot réunis), Psychick Warriors of Gaia (de), Rokki (de), Peter Rubin (de) et Talla 2XLC (de). La programmation n'inclut jamais plus de deux prestations en direct.

## Suites des Tekknozid
Tekknozid est en quelque sorte l'un des précurseurs de Mayday. La promotion des soirées Mayday prend le relai de celle de la dernière édition de Tekknozid ; il y a même un chevauchement puisque la première rave Mayday se déroule une semaine avant la dernière rave Tekknozid, au même endroit l'une et l'autre. À la course au plus grand nombre de participants, le label techno Low Spirit (en) et le magazine techno Frontpage décident de proposer un principe novateur. Tous les DJ les plus connus du moment sont payés pour venir se produire lors de la rave, chacun sur un créneau d'une heure. Mayday demeure dès lors le champion allemand de la rave party, en termes de nombre de visiteurs. Le dernier Tekknozid du 21 décembre 1991 se déroule à la Halle Weißensee, et comprend six courtes sessions en direct, preuve du changement du direction en cours.
Les soirées Tekknozid sont organisées par le Berlinois DJ Wolle XDP accompagné de ses amis. Parmi ceux-ci, certains se lancent après la fin des Tekknozid dans d'autres projets, comme Dimitri Hegemann (fondateur du Tresor), Tanith, Ralf Regitz (de) (fondateur du Planet et de l'E-Werk, co-organisateur de la Loveparade), Zappa (co-organisateur des afterparties du Walfisch), Paul van Dyk.
Wolle XPD a tenté d'autres « XDP » que les Tekknozid. Les soirées trances intitulées « The Brain », les XDP organisées dans « le club techno le plus hard au monde », à savoir le Bunker, le « XDP-Motorclub » (soirée pour la réouverture en 1994 du Tresor), les « Tribalrave » (fusion entre techno et ethno), le « Earthbeat », le « Earthclub », la boîte « Discountclub », etc.
En octobre 2015, Tekknozid est réanimé lors d'une soirée oldschool rave à la Postbahnhof de Berlin (de), ce qui doit être l'origine d'une nouvelle série de soirées.

### Vidéographie
: document utilisé comme source pour la rédaction de cet article.
- [vidéo] Berlin, le mur des sons, de Rolf  Lambert, 2014, 52 min [présentation en ligne] ; diffusé le 13 février 2016 sur Arte